# 强针网虫
强针网虫（学名：Stylodictya validispina）为孔盘虫科针网虫属的动物。分布于挪威以及西沙群岛等。